# Grewia monantha
Grewia monantha là một loài thực vật có hoa trong họ Cẩm quỳ. Loài này được Capuron ex Mabb. mô tả khoa học đầu tiên năm 1999.